# Église Saint-Patrick de Dubuque
Pour les articles homonymes, voir Église Saint-Patrick.
L'église Saint-Patrick (Saint Patrick's Church) est une église catholique paroissiale de l'archidiocèse de Dubuque, aux États-Unis, sise à l'angle de la  15e rue et de la Iowa Street à Dubuque (Iowa). L'église et son presbytère ont été reconnus comme contributing properties (en) du district historique de Jackson Park (en), qui a été inscrit au Registre national des lieux historiques en 1986. L'église Saint-Patrick se trouve à deux pâtés d'immeubles de l'église Sainte-Marie. La raison de cette proximité est que Sainte-Marie a été construite pour le service des familles d'origine allemande de Dubuque et Saint-Patrick (saint Patrick est le patron de l'Irlande), pour les familles d'immigrés irlandais de Dubuque.

## Histoire

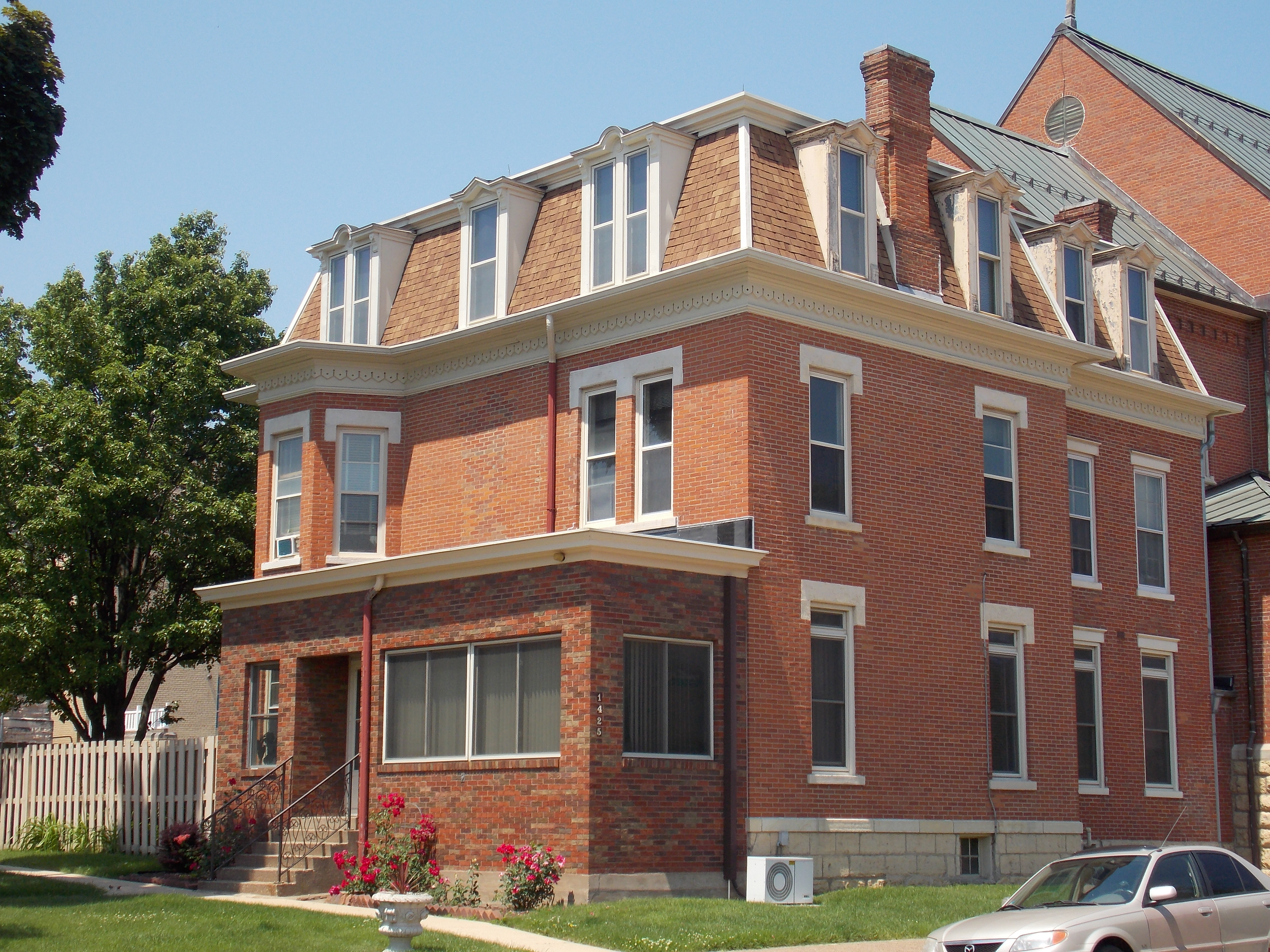
Le presbytère

La paroisse est fondée en 1852 comme mission de la cathédrale Saint-Raphaël. L'église et ses dépendances sont construits sur un terrain acheté par Mgr Loras (évêque de Dubuque d'origine française) au gouvernement fédéral. Au départ, les fidèles se réunissent dans une chapelle de bois située à l'emplacement avant du presbytère actuel. La première église est consacrée par Mgr Loras en 1853. Saint-Patrick devient une paroisse autonome cinq ans plus tard, lorsque l'abbé Patrick McCabe en est nommé le premier curé résident. La pierre d'angle de la présente 
église de briques est posée en 1877 et l'église est consacrée le 15 août 1878. En 1928, l'abbé J.J. Hanley remodèle et agrandit l'église.
Si Saint-Patrick a toujours respecté son héritage irlandais, la paroisse se voue aujourd'hui aussi aux fidèles hispaniques de Dubuque. Une messe dominicale est célébrée en espagnol et les services de la mission hispanophone de la ville y sont installés. De 1995 à 2008, la paroisse est gérée par un administrateur et de 1999 à 2010 elle est fusionnée avec la paroisse Sainte-Marie, avant que cette dernière ne soit définitivement fermée en 2010. Saint-Patrick fusionne alors avec la paroisse de la cathédrale.

## Architecture

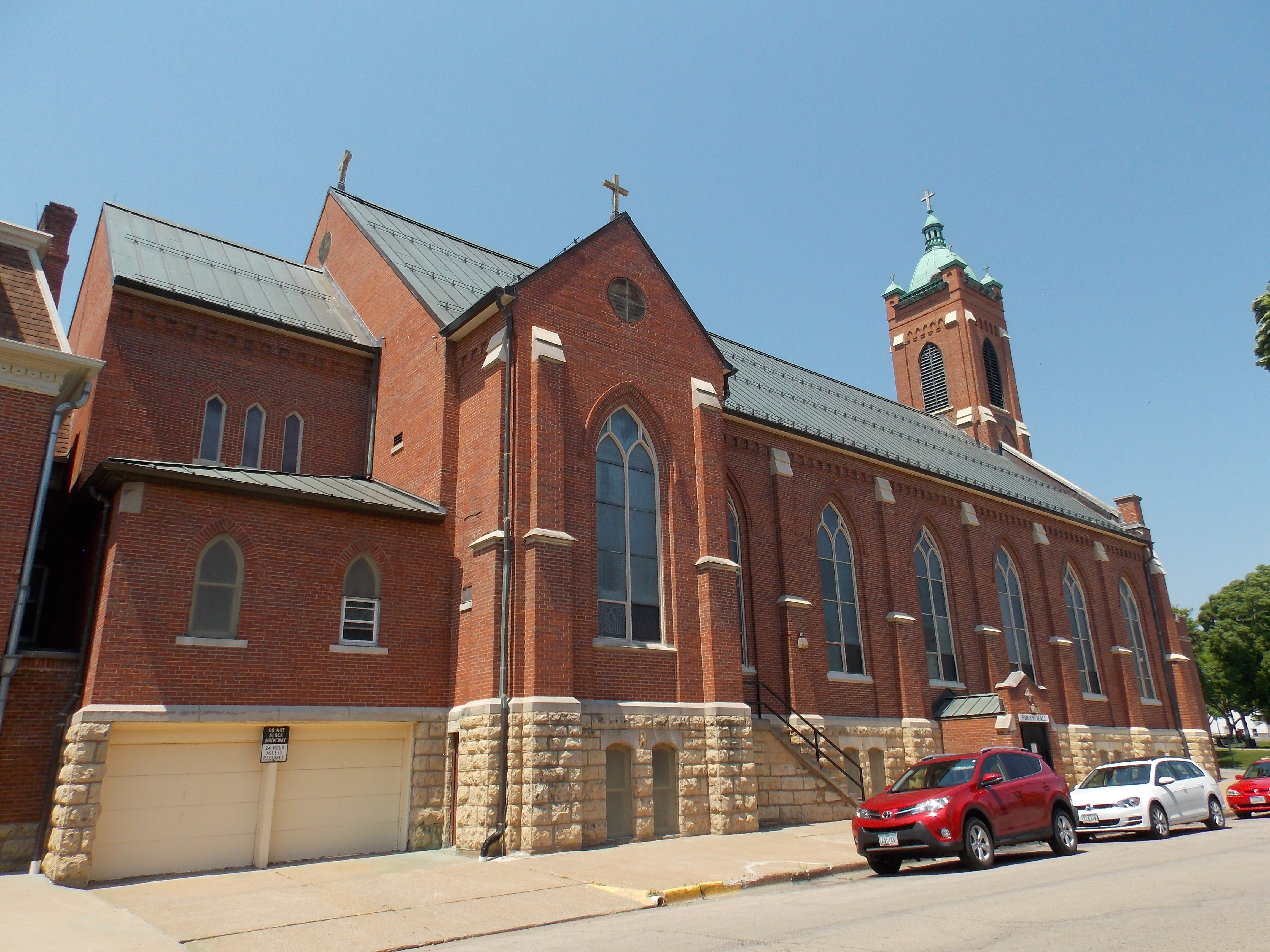
Vue de côté arrière de l'église.

L'église est conçue selon les dessins de l'architecte de Dubuque, John Keenan, dans le style néo-gothique. Elle est bâtie en briques sur des fondations de pierre. Elle présente une tour centrale en façade, surmontée d'un lanternon. L'entrée principale a été modifiée, mais s'accorde avec l'ensemble. Sept baies de chaque côté éclairent l'édifice, la septième au sud et au nord formant une sorte de transept. Elles sont divisées par des contreforts de briques et chacune contient une paire de fenêtres à lancette. L'intérieur possède trois nefs.

## Dépendances
Le presbytère de briques a été construit dans les années 1880 à l'arrière de l'église. Il a trois étages et son toit est mansardé. Le porche d'origine a été remplacé par l'ajout d'une avancée avec des fenêtres. D'autres ajouts ont été réalisés du côté Ouest de la maison.
Une école paroissiale, aujourd'hui disparue, se trouvait contre le côté Ouest de l'église. Elle a été remplacée par un immeuble de trois étages en 1951, à l'angle de West 15th et Main Streets. La paroisse l'a vendu en 2006, et il ne fait pas partie des bâtiments historiques protégés.